# مريت نيت
مريت نيث ملكة مصرية قد تكون أول ملكة تحكم في تاريخ العالم إذ حكمت مصر وهي من الأسرة المصرية الأولى، واختلفت الأراء في ما إذا كانت هي التي قد حكمت البلاد أو أنها كانت زوجة الملك جت لا غير.
يعتبرها علماء الآثار مفتاحا لحكم الفراعنة لمصر في عصر الأسرات، وتشير بعض المخطوطات بأنها ربما حكمت البلاد بمفردها خلال فترة من الزمان.

## اسمها وشخصيتها
يقترن اسم مريت نيث بالإلهة المصرية القديمة نيث معبودة هامة خلال الأسرة الأولى. معنى اسمها «محبوبة نيث». كانت مركز عبادة نيث في سايس (حاليًا صا الحجر). وتجد بعض الآثار وادوات من عهدها تحمل أسماء أخرى، مثل «نيث حتب» أي نيث راضية و«نخت نيث» ومعناها نيث القوية.
ويظهر اسمها «أم الملك»(موت نسوت) على العديد من الاختام الملكية للملك دن وربما يعني ذلك أنه كان ابنها. وتشير الآثار التي عثر عليها إلى أنها كانت زوجة الملك جت، في عام 2900 قبل الميلاد، وربما كانت ابنة الفرعون جر. فمن ناحية أخرى يعتقد عالم الآثار «بيتر كابلوني» أنها كانت ابنة [جر] (حيث عثر على آثار تحمل اسمها في مقبرته) وأنها كانت زوجة «جت».

## اسمها بالهيروغليفية
| U6 | D21 · R24 |

مريت نيث 
 Mrj.t Nj.t

محبوبة نيث
أو بطريقة أخرى:
| M23 | G14 |

موت نسو
Mwt-nsw
(أم الملك)

## من أثارها

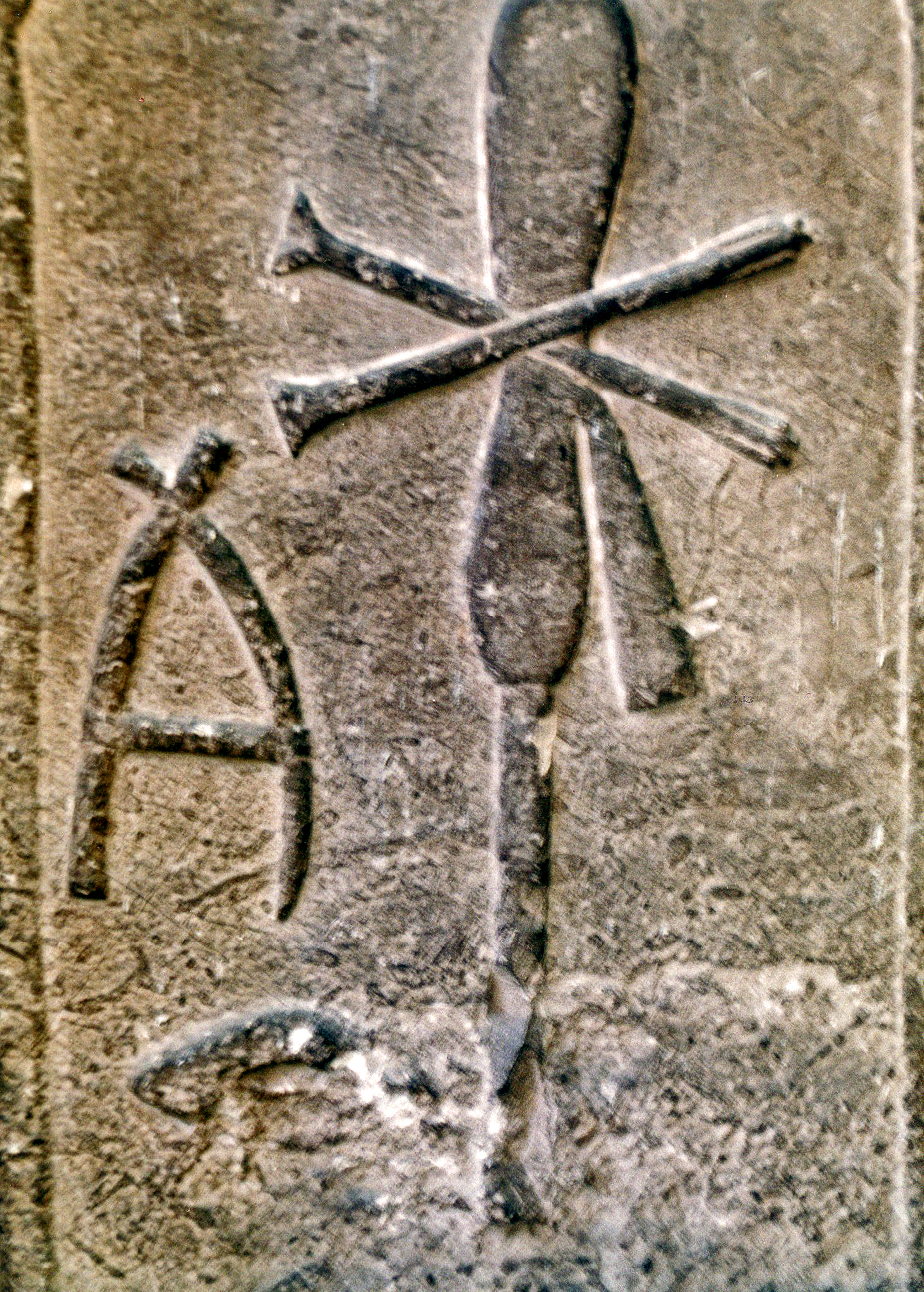
لوحة تذكارية لـ مريت نيث في مقبرة أبيدوس.(تفصيل)

عثر لمريت نيث على لوحة تذكيرية من الحجر الرملي، عثر عليها الباحث فلندرز بيتري في عام 1900 بالقرب من قبور أم الكاب. كما عثر على اسمها أختام من مقبرتها مع دن (فرعون) في أبيدوس. يقل وجود اسمها في مواقع أخرى غير أبيدوس.
عثر في مقبرة سقارة على مكسورات قوارير وطاسات من سن الفيل. وكانت تلك المقبرة في البدء مصنفة بأنها مقبرتها حيث عثر فيها على اسمها محفورا على لوحة من المرمر ولم يتأكد الباحثون من ذلك فيما بعد.
ولكن عثر على اسمها على أختام لشخصيات كانت تعمل تحت ادارتها في سقارة، من ضمنهم الوكيل «هاتيا» و«سخ كا». وكان «سخ كا سج» مديرا لمقاطعة «حور واج» الذي عاصر الفراعنة جر، و«واجي» و«دن» ودفن في سقارة.

## مقبرتها

الحجرة الرئيسة لمقبرة مريت نيث.

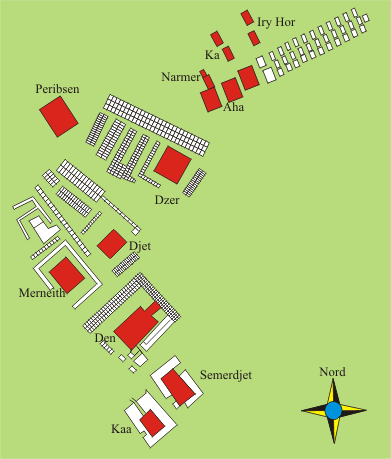
منطقة المقابر B، في أم الكعب. مقابر ملك الاسرة الأولى والثانية في مصر.

دفنت مريت نيث في مقبرتها Tomb Y في ابيدوس. اذ تبلغ مقاييس المقبرة 19,2 × 16,3 متر وارتفاعها غير معروف بدقة. يماثل تصميم المقبرة مقابر الملك جر (فرعون) وجت ودن وعج إب وسمر خت وقاع. ووجد في وسط المقبرة تابوتا خشبيا كما هو الحال مع الملوك الآخرين. ويوجد حول الحجرة 8 حجرات للمخزونات ويحيطها 41 حجرة لموتى، دفن فيها كبار الموظفين وخدم الملكة من النساء والرجال وكلاب.
ينبع تصميم المقبرة نظام تصور الصعود إلى السماء بعد الموت كما هو منقوش على مشط من سن الفيل وجد في مقبرة الفرعون جت، وهو يصور الأرض والسماء. يملأ الصقر حورس والاسم المكتوب في السيرخ (أسم الملك أو الملكة) المكان الموجود بين السماء والأرض. ويوجد على ناحيتي المشط دعامتان للسماء. وهذا يبين عقيدة المصري القديم بأن قوة الملك كانت تشغل المكان بين الأرض والسماء. أي أن الملك كان يصل إلى مرتبة خاصة به، كتبت ووصفت بعد ذلك في نصوص الأهرام بالتفصيل (خلال الأسرة الرابعة مثل هرم أوناس).
كما يوجد في مقبرة مريت نيث في أبيدوس ما يسمى «منطقة الوادي» ويوجد بها نحو 71 مقبرة ثانوية في منطقة أم الكاب تبلغ مساحتها 66,5 × 25,5 متر.
كانت تلك القبور الثانوية الموجودة إلى الشمال الغربي من مقبرتها مخصصة لخدم الملكة وكانت مدفونة في توابيت خشبية بسيطة. ويبدو أن جميع خدام الملكة وحيواناتها قد تم قتلهم ليدفنوا معها بغرض مصاحبتها وخدمتها في الآخرة.
انتهى اتباع ذلك النظام في دفن الملوك من بعد الفرعون قاع حيث كان هو آخر ملك من الاسرة الأولى، وكان يحيط بمقبرته 26 من القبور الثانوية.
عثر في المقابر الثانوية شمال غرب مقبرة مريت نيث على أدوات كثيرة من العاج وأدوات من الاحجار. وقد تم التعرف على تلك هي مقبرة مريت نيث من وجود قارورة مزينة عليها اسم الملكة. لهذا اختلف علماء الآثار على مكان دفن الملكة مريت نيث والمنطقة المحيطة بقبرها. ويعتقد عالم الآثار «فرنر كايزر» أن تلك المنطقة تتبع مقبرة الفرعون دن. ولكن عمليات حفريات أجريت بعد ذلك تؤيد انها منطقة قبور تتبع مقبرة مريت نيث. كما ان منطقة القبور تقع قريبة أيضا من مقبرة الملك جر كما يتفق تصميم مقبرتيهما.
توجد في منطقة سقارة (بالقرب من الجيزة) مصطبة S3503 اعتقد بعض المؤرخون في الماضي انها مقبرة مريت نيث. ولكن هذا الانتساب لا يزال يحتار فيه العلماء لأن تجهيز مقبرتين لملكة واحدة كانت مسألة غريبة في ذلك الزمان، وربما يرجع هذا التصور إلى عادة ان لكل ملك من تلك الفترة كانت له مقبرة في أبيدوس.
ولكن ضعف الاعتقاد بنظرية ان مقبرتها توجد في سقارة، خصوصا وأن طريقة الدفن مختلفة كما ان صاحب مقبرة سقارة غير معروف.
المقبرة إس 3503 عبارة عن مصطبة مشكلة من الخارج بطريقة النيشات (الزوايا) كما بينت بعد ازاحة الاتربة عنها ألوانا استخدمت في تزيينها. ويتكون البناء التحتي لها من حجرة مبطنة بالطوب اللبن، تبلغ مقاييسها 14,25 × 14,50 متر ويتبعها خمس حجرات ثانوية. تبلغ مقاييس حجرة التابوت 4,80 × 3,50 متر وعثر فيها عل بقايا تابوت خشبي وقطع صغيرة من صفائح ذهبية رقيقة. وبجانبها عثر علي ختم للملك واجي (جت) والملكة مريت نيث. كانت المصطبة مسروقة في العهد القديم واشعل فيها النيران.

## دلائل حديثة
لم يوجد اسم مريت نيث على اختام في مقبرة الفرعون قاع وهو ثامن فرعون حكم الأسرة الأولى، ومذكور عليها جميع حكام مصر في تلك الفترة الأولى. ويبدو أن الملكة مريت نيث قل صيتها التاريخي على الأقل منذ عهد الفرعون قاع.
يطهر اسم مريت نيث غلى حجر باليرمو في قطعة مكسورة من لوحة تذكارية من عهد الأسرة المصرية السادسة. تلك اللوحة تحوي تاريخ عدة ملوك، ويوجد اسمها في قائمة ثانية تذكر احداثا سنوية قام بها الفرعون دن. بحسب الباحثين «كورت سيت» و«سيلكه روت» يثبت حجر باليرمو أن مريت نيث هي أم الفرعون دن.

## طالع أيضًا
- قائمة ملوك مصر القديمة
- دن
- جت
- أسرة مصرية أولى
- سيرخ
- اسم حورس
- مصطبة إس 3503
- وظائف مصر القديمة